# Peltophryne longinasus
Espèce
Synonymes
- Bufo longinasus Stejneger, 1905
- Bufo ramsdeni Barbour, 1914
- Bufo dunni Barbour, 1926
- Bufo longinasus cajalbanensis Valdés de la Osa & Ruiz-García, 1980

Statut de conservation UICN

 EN B2ab(iii) : En danger
Peltophryne longinasus est une espèce d'amphibiens de la famille des Bufonidae.

## Répartition
Cette espèce est endémique de Cuba. Elle se rencontre dans les provinces  de Pinar del Río, de Sancti Spíritus et de Guantánamo entre 100 et 820 m d'altitude dans les Alturas de Pizarras del Sur, la Sierra de Trinidad et la Sierra del Guaso.

## Description
L'holotype mesure 25,5 mm.

## Publication originale
- Stejneger, 1905 : Description of a new toad from Cuba. Proceedings of the United States National Museum, vol. 28, p. 765-767 (texte intégral).